# Courtefontaine (Jura)
Courtefontaine ist eine französische Gemeinde mit 260 Einwohnern (Stand 1. Januar 2022) im Département Jura in der Region Bourgogne-Franche-Comté. Sie gehört zum Arrondissement Dole und zum Kanton Mont-sous-Vaudrey. Die Nachbargemeinden sind Salans im Norden, Roset-Fluans (Département Doubs) im Nordosten, Villars-Saint-Georges (Département Doubs) im Osten, Fourg (Département Doubs) im Südosten, Chissey-sur-Loue im Südwesten und Fraisans im Westen.

## Weblinks

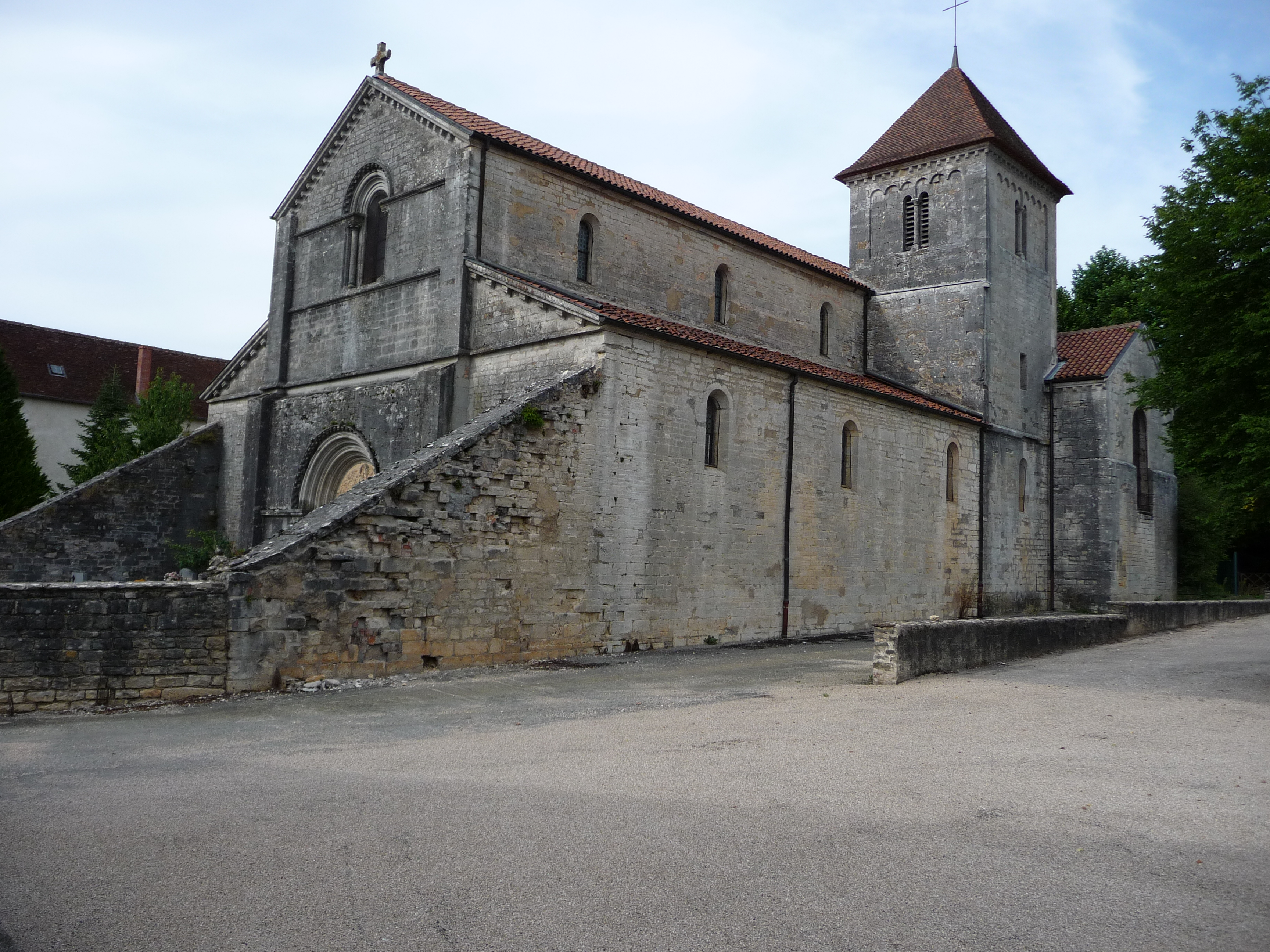
Kirche Notre-Dame aus dem 12. Jahrhundert

## Bevölkerungsentwicklung
| Jahr                       | 1962 | 1968 | 1975 | 1982 | 1990 | 1999 | 2006 | 2017 |
| Einwohner                  | 85   | 106  | 119  | 138  | 185  | 178  | 204  | 249  |
| Quellen: Cassini und INSEE |      |      |      |      |      |      |      |      |